# ロマン・エメリヤノフ
ロマン・パヴロヴィチ・エメリヤノフ（ロシア語: Роман Павлович Емельянов、1992年5月8日 - ）は、ロシア・ニジニ・ノヴゴロド州、パヴロヴォ出身のサッカー選手。ロシアサッカー・プレミアリーグ・FCウラル・スヴェルドロフスク・オブラスト所属。ポジションはMF。

## 経歴

### クラブ
1992年、ロシア・ニジニ・ノヴゴロド州のパヴロヴォにて生まれ、パヴロヴォにあるスポーツ学校でサッカーを始めた。2006年、ナショナル・フットボールアカデミー(ロマン・アブラモヴィッチによって設立された)が後援する、コノプリョフ・フットボールアカデミー(FCトリヤッチのアカデミー)に入団。2008年、コノプリョフ・フットボールアカデミーを卒業し、FCトリヤッチに入団した。2008年7月4日、ロシア・セカンドディビジョン(実質3部)の第14節、FCヴォルガ・ニジニ・ノヴゴロド戦の後半88分にマクシム・フェドロフとの交代でデビューを飾り、翌年には20試合出場した。
2009年にはイングランドのチェルシーFCへ2週間のインターンシップを経験。怪我から回復したマイケル・エッシェンらと共に練習試合に参加をした。
2010年1月下旬、ウクライナのFCシャフタール・ドネツクに3年契約で移籍。2010年8月から2011年6月まではFCゾリャ・ルハンシクへレンタル移籍をした。
2011年8月26日、FCロストフへシーズン終了までのレンタル移籍をした。

### 代表
ロシア代表としてはU-17、U-18、U-19と各年代で招集され出場している。2011年6月5日、スペイン代表との親善試合に招集されU-21ロシア代表デビューをした。

## 所属クラブ
- FCトリヤッチ 2008–2009
- FCシャフタール・ドネツク 2010–2015
  -  FCゾリャ・ルハンシク 2010–2011 (loan)
  -  FCロストフ 2011-2012 (loan)
  -  FCイリチヴェツ・マリウポリ (loan) 2012-2013
  -  FCロストフ (loan) 2013-2014
  -  ウラル (loan) 2014-2015
- ウラル 2015-